# Gaylord Ridge
Gaylord Ridge är en bergstopp i Antarktis. Den ligger i Östantarktis. Australien gör anspråk på området. Toppen på Gaylord Ridge är 1 409 meter över havet, eller 27 meter över den omgivande terrängen. Bredden vid basen är 0,54 km.
Terrängen runt Gaylord Ridge är kuperad åt sydost, men åt nordväst är den bergig. Trakten är obefolkad. Det finns inga samhällen i närheten. 